# 교리와 성약

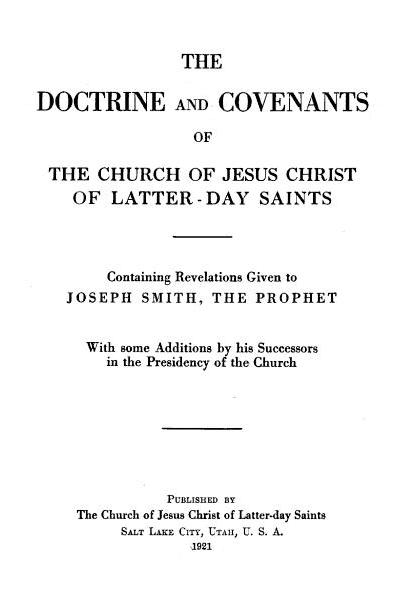
1921년 LDS 에디션 타이틀 페이지

교리와 성약(영어: Doctrine and Covenants)는 예수 그리스도 후기성도 교회의 성경 몰몬경, 교리와 성약, 값진 진주 4대경전 중 하나이다.
후기성도 교회의 초대 회장인 조셉 스미스 주니어가 하나님의 계시, 교회의 교리, 교회의 구성, 예배 예식과 절차 등을 수록한 책이다.